# Union Station (New Haven)
Pour les articles homonymes, voir Union Station.
Union Station est une gare ferroviaire des États-Unis, située sur le territoire de la ville New Haven dans l'État du Connecticut.

## Histoire
Elle a été construite en 1920.

## Service des voyageurs

### Desserte
Elle est desservie par des liaisons longue-distance Amtrak :
- l'Acela: train à grande-vitesse Boston (Massachusetts) - Washington (District of Columbia)
- le New Haven–Springfield Shuttle: vers Springfield (Massachusetts)
- le Northeast Regional: Boston (Massachusetts) - Newport News (Virginie)
- le Vermonter: St. Albans (Vermont) - Washington (District of Columbia)

Deux autres services plus régionaux:
- le ConnDot: Shore Line East
- le Metro-North Railroad: New Haven Line